# Общество любителей выпить и закусить
Общество любителей выпить и закусить (бел. Таварыства аматараў выпіць і закусіць, ТАВІЗ) — неформальное литературное объединение белорусских литераторов 1920—1930-х гг., в которое в разные времена входили Тодор Кляшторный, Михась Багун (автор названия), Владимир Хадыка, Василий Кузнец, Алесь Дудар, Валерий Моряков, Эдуард Самуйлёнок, Сергей Дорожный, Юлий Таубин и др.

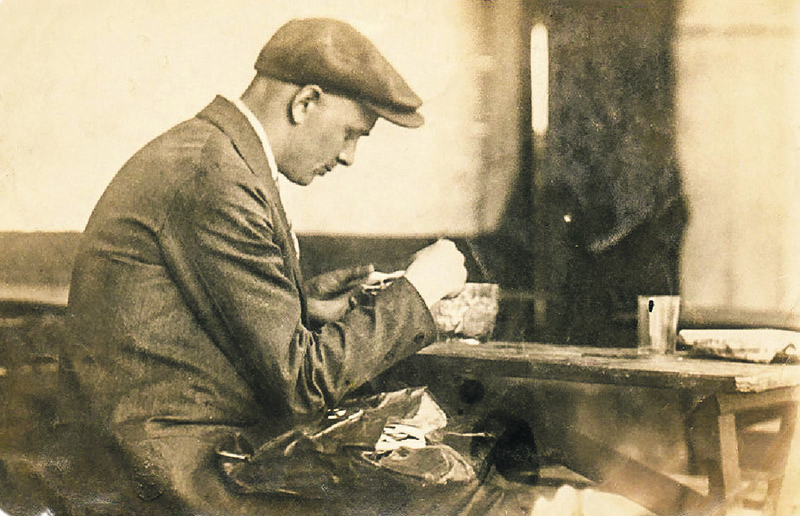
Валерий Моряков в «Шашлычной» по ул. Комсомольской в Минске. Середина 1930-х.

По словам писателя Юрки Витьбича, это была попытка объединить белорусскую богему, создать определенную оппозицию «писательскому колхозу»: «Оно являлось протестом против существующего „прокрустова ложа“. На заседаниях богемы без председателя и секретаря за кружкой или рюмочкой читались произведения, которые писали для себя, а не для печати. Здесь каждый чувствовал себя самим собой…»
Заседания проходили обычно в Минске на квартире у М. Багуна либо в шашлычной на ул. Комсомольской или в маленькой пивнушке — вниз по ул. Советской. В редких случаях литераторы встречались в подвале Дома писателя (располагавшегося тогда в доме 68 по той же Советской улице), где некоторое время находился ресторан.
Нападки официальной критики на «ТАВІЗовцев» были многочисленными и разнообразными вплоть до репрессий (ссылки, расстрела) их членов в 1930-е годы.
В 2017 г. белорусский режиссер Илья Божко, при поддержке канала «БелСат», снял фильм «Исчезнувшая поэзия».